# Хазира Атаулла-ходжи

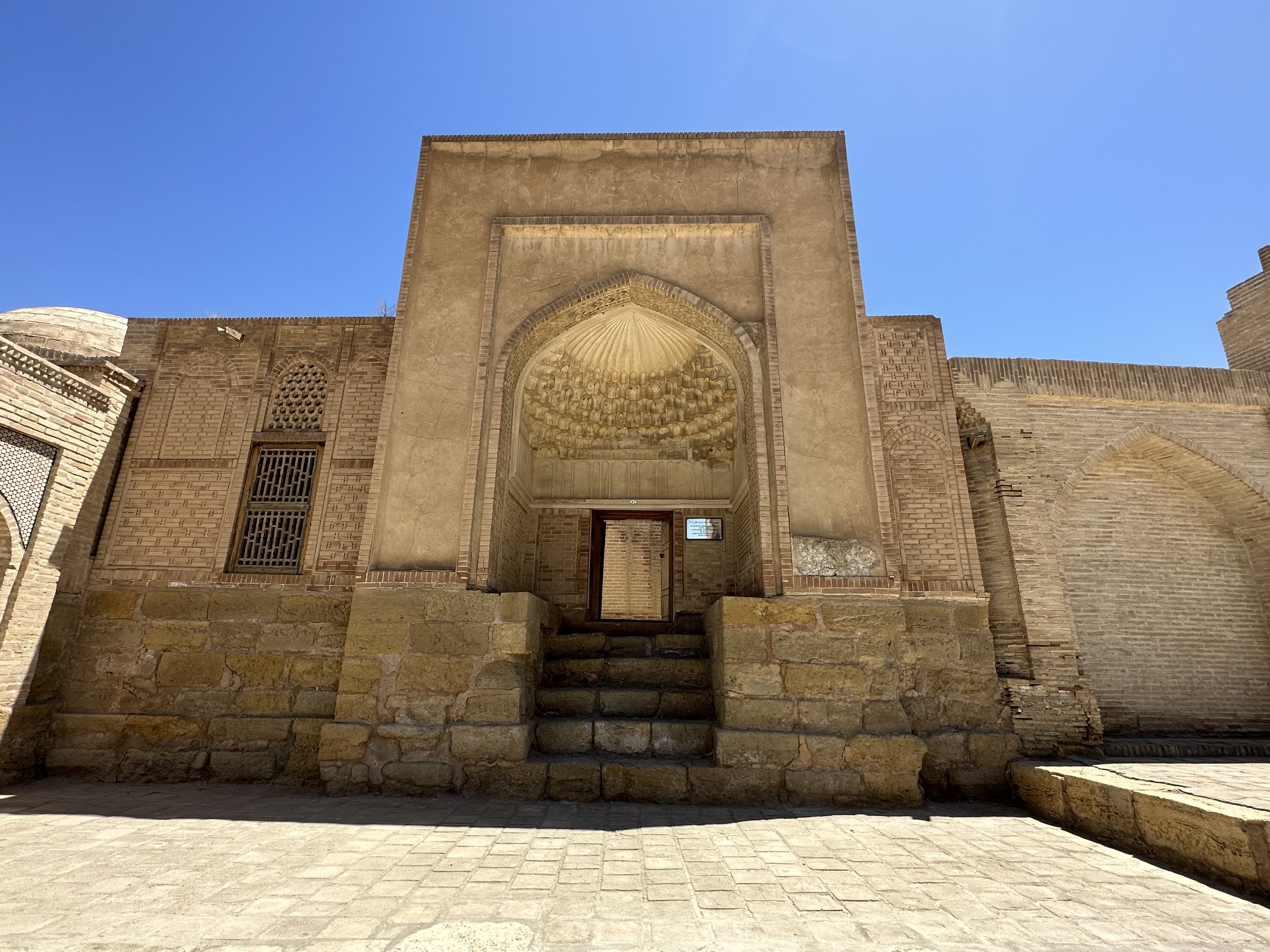

Хазира Атаулла-ходжи (узб. Atoullo Xoja xazirasi) — памятник архитектуры в Бухаре. Эта святыня находится в архитектурном комплексе Чор Бакр и была построена в XVII веке.
Хазира включена в национальный список объектов материального культурного наследия Узбекистана республиканского значения.

## Архитектура
Хазира Атаулла-ходжи выделяется среди других хазир. Фундамент хазиры сложен из шести слоев жёлтого камня харсанг, а затем зацементирован. Синч (каркас хазиры) изготовлен из древесины гуджума. Внешняя часть фасада (пештак) хазира украшена декором. Доступ к внутренней части хазиры осуществляется по 6 ступенькам. Ворота двусторонние, изготовлены из дерева гуджум, лицевая сторона ворот украшена резными цветами. Внутри хазиры находится чилляхона (подземная келья), которая использовалась как читальный зал. В хазире сохранилось 4 надгробия. Надгробия украшены и не имеют надписей. Между хазирскими воротами и гробницами находятся ещё шесть мраморных камней. Они размещены на шести сагонах (памятник, устанавливаемый на могиле). Хазира окружена стеной с 4-х сторон, стены украшены узорами из плитки. По словам историка Ибодат Раджабовой, в этом месте хоронили женщин. Лицевая сторона первого камня украшена надписью, выгравированы имена Аллаха и стих «Аят аль-Курси». Эпитафия написана на арабском и персидском языках и записано, кому принадлежит могила.

Надпись на эпитафии гласит:
«Это благочестивая, помилованная (Аллахом) Халима Султани, дочь Хазрата Тадж ад-Дина Хасана, сына Ходжи Саада, сына Ходжи Мухаммада Ислама, известного как Ходжа Калон, известного как Хазрат Ходжа Джойбори. Да будет доволен ими Аллах. Он перешел из мира смертных в мир вечный в воскресенье, в третий день Раби-уль-авваль, в воскресенье, он перешёл из мира бренного в мир вечный». 
Эта сагона была изготовлена в 1679 году.
При строительстве хазиры использовались кирпич, ганч, дерево и другие материалы.